# Synema pereirai
Synema pereirai là một loài nhện trong họ Thomisidae.
Loài này thuộc chi Synema. Synema pereirai được Ilka Maria Fernandes Soares miêu tả năm 1943.